# August Höpfner

August Höpfner

August Heinrich Höpfner (* 24. August 1830 in Potsdam; † 12. März 1901 in Perleberg) war ein deutscher Lehrer und der Stadt-Poet von Perleberg.

## Leben
Er wurde als Sohn des Potsdamer Schneidermeisters Johann Höpfner als erstes von acht Kindern im Holländischen Viertel geboren. Sein Vater wollte, was er sich in der Jugend nicht erfüllen konnte, für seinen Ältesten die Beamtenlaufbahn und war auf eine gute Schulbildung bedacht. Schon früh machte August Höpfner durch das Reimen von Versen auf sich aufmerksam, insbesondere bei den Honoratioren der Stadt Potsdam, die seine Begabung erkannten und ihn förderten, indem sie ihm auch eine Ausbildung zum Lehrer ermöglichten.
Mit zwanzig Jahren trat er in Perleberg in den Schuldienst ein. Er heiratete Frieda Heinrichs, die Tochter eines Perleberger Tischlermeisters und Möbelfabrikanten. Schon bald war er ein beliebter Lehrer und gefragter Versdichter, der zu allen Anlässen – natürlich auch zu patriotischen – von den Bürgern und Vereinen seiner neuen Heimatstadt herangezogen wurde.
Nachdem der Ratsherr und Brauereibesitzer Hugo Wendt aus dem Stadtarchiv in jahrelanger Arbeit die Geschichte der Stadt Perleberg zusammengetragen hatte, wurde August Höpfner vom Stadtrat beauftragt, sie – wie es damals Mode war – in Verse zu fassen, die bei W. Krenkel 1876 in Kommission erschien. Der Erfolg blieb nicht aus und bedeutete für ihn einen Durchbruch. Vorher jedoch kam für den „Verein für die Geschichte der Stadt Berlin“ die „Berlinische Reim-Chronik“ heraus und kurz darauf für die Stadt Potsdam die „Potsdamer Lieder-Chronik“. Der Tod seines ältesten Sohnes, der durch einen Unfall ums Leben kam, beendete seine Freude am Dichten, so dass er sich nur noch hin und wieder der Poesie widmete und keine öffentlichen Aufträge mehr annahm.
Hochgeachtet wurde er 1898 mit dem Roten-Adler-Orden IV. Klasse in den Ruhestand verabschiedet. Heute ist August Höpfner, der Stadt-Poet, fast vergessen. Gelegentlich werden seine Gedichte noch veröffentlicht.

## Werke
- Sagen und Geschichten der Altmark und Priegnitz, Gedichte; Verlag Koenig, 1865 Digitalisat
- Perleberger Reimchronik, Perleberg von 1200 bis 1700, Gedichte mit historischen Anmerkungen; Buchhandlung W. Krenkel (Kommission), 1870
- Kleine Berlinische Reim-Chronik, Gedichte mit historischen Bemerkungen; Verlag der Königlichen Geheimen Ober-Hofbuchdruckerei, 1871
- Potsdamer Lieder-Chronik, Verlag Alfred Weile, Berlin
- Poststammbuch, Sammlung von Liedern und Gedichten, Aufsätzen und Schilderungen, Seite 86–96; Verlag der Königlichen Geheimen Ober-Hofbuchdruckerei, 1877
- Heimatkunde der Provinz Brandenburg, eine geschichtlich-geographische Darstellung für Schulen, Verlag Alfred Weile, Berlin, 1877
- Berlin bleibt doch Berlin, eine romantische Geschichte in Balladen und Gedichten, Seite 28, 29, 36; Droemersche Verlagsanstalt Th. Knaur, 1987, ISBN 3426015307

## Quelle
- August Heinrich Höpfner: Mein Lebensweg, 1900